# Deborah Doniach
Deborah Doniach (* 6. April 1912 in Genf; † 1. Januar 2004 in London) war eine britisch-schweizerische Medizinerin und Immunologin. Sie war eine Pionierin auf dem Gebiet der Autoimmunerkrankungen.

## Leben und Werk
Doniach war die Tochter des Konzertpianisten Joseph Niswitzki, der unter anderem Joseph Szigeti begleitete, und ging in Paris zur Schule (Lycée Molière). Sie studierte Medizin an der Sorbonne. Nach der Heirat mit Israel „Sonny“ Doniach (später Pathologie-Professor am London Hospital) setzte sie ihr Studium in London an der Royal Free Medical School fort. Anschließend arbeitete sie in der Abteilung chemische Pathologie und danach in der Endokrinologie am Middlesex Hospital in London. Als Mitte der 1960er Jahre die Abteilung Immunologie gegründet wurde, wechselte sie dorthin und wurde eine der ersten beratenden Immunpathologen in Großbritannien (Consultant Immunopathologist) und ab 1974 Professorin für klinische Immunologie.
Doniach erkannte den Charakter von Hashimoto-Thyreoiditis als Autoimmunerkrankung. Mit gleichzeitigen Forschungen von Ivan Roitt und Peter Campbell am Middlesex Hospital führte dies zur Entdeckung organspezifischer Autoimmunkrankheiten. In Zusammenarbeit mit Roitt erforschte sie auch Perniziöse Anämie als Autoimmunkrankheit (Entzündung der Magenschleimhaut), und sie erkannte den Autoimmuncharakter weiterer Erkrankungen wie Diabetes 1 und Primär biliäre Zirrhose.
1964 erhielt sie den Canada Gairdner International Award.
Aus der Ehe gingen ein Sohn (Sebastian Doniach, Physikprofessor an der Stanford University), und eine Tochter hervor.